# 瑪麗亞·科塔芭
瑪麗亞·科塔芭（英語：Maria Kotarba；1907年9月4日—1956年12月30日）二戰期間的一位波蘭抵抗運動的成員。由於她協助營救猶太人，遭到蓋世太保的逮捕並受到酷刑，并於1943年1月6日被關進奧斯維辛集中營，在此期間，她不惜冒著生命危險拯救猶太囚犯，爲此，2005年9月18日，她被以色列的“大屠殺紀念館”追授為國際義人的榮譽稱號。

## 生平簡介
瑪麗亞·科塔芭1907年9月出生於波蘭南部地區的新松奇，當時在奧匈帝國領域内。
1939年9月納粹德國入侵波蘭之際，瑪麗亞·科塔芭當時居住在戈爾利采，她親眼目睹了附近猶太居民遭到納粹殺害，有著虔誠的天主教信仰的瑪麗亞·科塔芭決定儘其所能地幫助猶太人。爲此，1943年1月，她遭到蓋世太保的逮捕并為關進奧斯維辛集中營，囚犯編號爲：“27995”，被强迫在集中營附近的農田從事蔬菜等種植勞作。同年夏天，集中營内的囚犯們秘密組建了抵抗組織，瑪麗亞·科塔芭也加入到了這個組織。她利用職務之便，從將食物、藥品這些寶貴的生活物資以及相關信息帶入到集中營内分享給其他的囚犯。
在集中營裡，瑪麗亞·科塔芭結識了一位名叫莉娜·曼科夫斯卡的猶太女囚犯，她是從比亚韦斯托克猶太人隔離區被送到集中營，但在登記時，她被誤認爲波蘭政治犯而非猶太人，因而避免了被送進毒氣室。兩人建立了深厚的友誼。瑪麗亞·科塔芭通過莉娜·曼科夫斯卡得知她的妹妹古塔（Guta）和她的朋友赫尼亞·特利斯克（Henia Trysk）身處更危險的盧布林集中營時，想盡辦法將她們二人從那裏轉送到奧斯維辛集中營。莉娜·曼科夫斯卡將瑪麗亞·科塔芭稱為「奧斯維辛的母親」（波蘭語：Mateczka）
1945年1月，黨衛軍從波蘭撤退囘德國。瑪麗亞·科塔芭和莉娜·曼科夫斯卡也被送往德國國内的拉文斯布吕克集中营。1945年5月，蘇聯軍隊解放了集中營，兩位朋友也隨之分開，彼此再也沒能見面。瑪麗亞·科塔芭戰後回到了波蘭的格維日察，集中營的生活損害了她的身體健康，1956年12月逝世，享年49歲，終生未婚。